# Yariatou Touré
Pour les articles homonymes, voir Touré.
Yariatou Touré (née le 27 décembre 1990 à Saint-Germain-en-Laye, est une athlète française, spécialiste du 100 mètres haies.

## Biographie
Après une médaille d'argent obtenue au Festival olympique de la jeunesse européenne 2007 à Belgrade, Yariatou Touré remporte la médaille de bronze sur 100 mètres haies aux Championnats d'Europe juniors d'athlétisme 2009 à Novi Sad. Aux Championnats d'Europe espoirs d'athlétisme 2011 à Ostrava, elle est médaillée d'argent du relais 4 x 100 mètres.

## Records
| Épreuve     | Performance | Lieu      | Date           |
| ----------- | ----------- | --------- | -------------- |
| 60 m haies  | 7 s 56      | Eaubonne  | 5 février 2011 |
| 100 m haies | 13 s 12     | Élancourt | 4 juillet 2012 |
| 100 m       | 11 s 74     | Antony    | 25 juin 2011   |